# Élie Allégret
Pour les articles homonymes, voir Allégret.
Élie Allégret, né le 8 janvier 1865 à Lyon et mort le 28 janvier 1940 dans le 14e arrondissement de Paris, est un pasteur protestant français, missionnaire en Afrique.

## Biographie
Élie Allégret fut étudiant à la faculté de théologie protestante de Paris.
En 1885, il fut invité par Juliette Rondeaux, veuve de Paul Gide (professeur de droit à l'Université de Paris et mort en 1880) et mère d'André Gide, au château de La Roque-Baignard pour devenir le précepteur de son fils et diriger à la fois ses lectures et son éducation religieuse. 
En 1889, il devient pasteur et envoyé en mission  au Gabon, à la station missionnaire de Talagouga.
En 1914, dès le début de la Première Guerre mondiale, Élie Allégret, devenu aumônier militaire, partira en mission au Cameroun avant d'assurer la codirection de la Société des missions évangéliques.
Après la Grande Guerre, Élie Allégret repartira en mission à travers le monde. Entre juillet 1926 et février 1928, il voyagera en Océanie.

## Vie privée
En 1891, Élie Allégret épouse Suzanne Ehrhardt (1869-1950). Ils ont six enfants : Jean-Paul (1894-1930), Éric (1896-1971), André, Marc (1900-1973), Yves (1905-1987) et Valentine (1909-1988). Jean-Paul et André naissent à Talagouga, au Gabon ; Éric naît à Paris, alors que son père travaille au siège de la Société des missions évangéliques ; le cinéaste Marc Allégret vient au monde à Bâle en Suisse ; Yves Allégret, également cinéaste, naît à Paris où la famille s'est installée en 1903. 
Élie Allégret est le grand-père de l'actrice Catherine Allégret, et l'arrière-grand-père de l'animateur Benjamin Castaldi.
Son épouse Suzanne Ehrhardt a une sœur, Valentine Ehrhardt (1873-1906), cette dernière participant également à des missions évangéliques.

## Correspondance avec André Gide
Il fut le précepteur et ami de l'écrivain André Gide. Dès leur rencontre, en 1885, une amitié lie les deux personnalités. 
En 1889, Élie Allégret écrit à bord du navire Portugal, en route vers le Gabon. Une liaison épistolaire maintiendra le lien d'amitié notamment lors des longs séjours africains d'Élie Allégret.
En 1914, après le départ de son mari en mission d'évangélisation au Cameroun, Suzanne Allégret, établira à son tour une correspondance avec André Gide. Suzanne, chef de famille avec six enfants, se fait alors chroniqueuse et raconte en détail les activités de chacun, à la demande d’André Gide.

## Hommages et distinctions
- Le collège Élie Allégret de Bandjoun porte son nom[4].
- 1909 : docteur honoris causa de l'université de Genève
- Chevalier de la Légion d'honneur en 1919